# Jumătatea întunecată (film)
Jumătatea întunecată (în engleză The Dark Half) este un film de groază american din 1993 regizat de George A. Romero după un scenariu bazat pe romanul cu același nume al lui Stephen King. Rolurile principale sunt interpretate de Timothy Hutton (Thad Beaumont și George Stark), Amy Madigan (Liz Beaumont), Michael Rooker (șeriful Alan Pangborn) și Royal Dano în ultimul său rol de film.

## Rezumat
Pe când era copil, Thad Beaumont avea uneori dureri puternice de cap. El a fost dus la spital, iar medicii i-au găsit o tumoare pe creier pe care au încercat să i-o extirpe. În timpul intervenției, s-a descoperit că ce avea el pe creier nu era o tumoare, ci embrionul unui frate geamăn parazit. Embrionul i-a fost extirpat, iar părinții lui l-au îngropat într-un mormânt apropiat de al lor.
După 23 ani, Thad Beaumont este un scriitor care scrie cărți atât sub numele său, cât și sub pseudonimul George Stark. Cărțile lui Stark sunt pline de violență și se vând foarte bine, dar Beaumont nu vrea ca numele său real să fie asociat cu cel de George Stark. Descoperit de Fred Clawson, un șantajist din New York, el este forțat să dezvăluie presei că Thad Beaumont și George Stark sunt una și aceeași persoană.
Filmul se învârte în jurul încercărilor scriitorului Thad Beaumont de a-l ucide pe pseudonimul său, George Stark. Pseudonimul lui a devenit o entitate fizică, folosindu-se de corpul fratelui său geamăn, și-i terorizează familia și prietenii. Pentru un anumit motiv, Stark vrea să trăiască după ce a apărut în cele mai bune cărți vândute de Beaumont. El îi ucide în mod fizic pe toți cei care au conspirat ca Beaumont să-l "ucidă" din punct de vedere literar. Crimele sunt investigate de șeriful Alan Pangborn din Castle Rock, Maine, care îl suspectează pe Beaumont ca fiind autorul crimelor și nu poate înțelege cum i se pot găsi amprentele la locul crimelor dacă el are alibi.
Înțelegând că singura șansă pentru a supraviețui este ca Beaumont să scrie din nou cărți sub pseudonimul folosit anterior, George Stark vrea să-l oblige pe Thad să scrie din nou. În final, într-o confruntare terifiantă între cei doi, Stark este ucis și dus de un stol de vrăbii într-un loc necunoscut.

## Distribuție
- Timothy Hutton - Thad Beaumont și George Stark
- Amy Madigan - Liz Beaumont
- Julie Harris - Reggie Delesseps
- Robert Joy - Fred Clawson
- Chelsea Field - Annie Pangborn
- Royal Dano - Digger Holt
- Rutanya Alda - Miriam Cowley
- Beth Grant - Shayla Beaumont
- Kent Broadhurst - Mike Donaldson
- Tom Mardirosian - Rick Crowley
- Glenn Colerider - Homer Gamache
- Michael Rooker - șeriful Alan Pangborn

## Producție
Filmul a fost filmat în parte la Washington & Jefferson College, în apropiere de Pittsburgh, Pennsylvania. Capela din Old Main este văzută la începutul filmului ca sala de clasă a lui Beaumont, iar cabinetul capelanului facultății a fost folosit ca biroul lui Beaumont. Profesorii și studenții de la facultate au servit ca figuranți în film.
Filmul a fost turnat din octombrie 1990 până în martie 1991 și lansarea sa a fost amânată timp de mai mulți ani, din cauza situației financiare sumbre a companiei Orion Pictures. Filmul a lansat în cele din urmă în aprilie 1993, aducând încasări de peste 10 milioane de dolari pe plan intern. El nu a adus încasările sperate și a primit recenzii mixte, iar Romero, deși era prieten cu Stephen King, a revenit la filmele cu "morții vii".

## Recepție
În primul week-end de la lansare, Jumătatea întunecată s-a clasat pe locul 6 la box-office, aducând încasări de 3.250.883 $ de la 1.563 cinematografe. Criticii au dat recenzii mixte și pozitive pe Rotten Tomatoes: filmul are un scor mediu de 61% în urma a 18 comentarii și a obținut un rating mediu de 5.8, deși criticii au lăudat interpretarea lui Timothy Hutton în film, precum și scenariul. 

## Premii
- Academy of Science Fiction, Fantasy & Horror Films
  - Premiul Saturn pentru cel mai bun regizor - George A. Romero - nominalizat
  - Premiul Saturn pentru cel mai bun film horror - nominalizat
  - Premiul Saturn pentru cel mai bun machiaj - John Vulich, Everett Burrell - nominalizat
  - Premiul Saturn pentru cea mai bună actriță în rol secundar - Julie Harris - nominalizat

- Fantafestival
  - cel mai bun actor - Timothy Hutton - câștigat
  - cel mai bun film - George A. Romero - câștigat
  - cel mai bun scenariu - Paul Hunt, Nick McCarthy - câștigat [6]

## Vezi și
- 1993 în film
- Listă de filme bazate pe lucrările lui Stephen King